# Hans-Georg Jaunich
Hans-Georg Jaunich (n. 18 octombrie 1951, Schwaan, Republica Democrată Germană, Germania) este un handbalist ce a reprezentat Germania, medaliat olimpic. A participat la o ediție a Jocurilor Olimpice (1980) în care a câștigat o medalie de aur.

## Participări
Lista de mai jos prezintă principalele competiții la care a participat Hans-Georg Jaunich de-a lungul carierei.
- handball at the 1980 Summer Olympics – men's tournament[*]